# جورج صلیبا
جورج صلیبا (عربی: جورج صليبا)؛ (زاده: ۱۹۳۹) متفکر لبنانی الاصل مقیم ایالات متحده آمریکا است. وی استاد علوم عربی و اسلامی از سال ۱۹۷۹ در دانشگاه کلمبیا در نیویورک ایالات متحده آمریکا است. او چندین کتاب و تحقیق در مورد تاریخ علوم عربی نوشته‌است.
در فیلم مستند، بازگشت کلمبیا، صلیبا همراه با استادان دیگر در کلمبیا، از جمله جوزف مسعد، متهم به ارائه دیدگاه ضد اسرائیلی در کلاس‌های درس خود و سرکوب نظرات مخالفین شد. صلیبا این اتهام را رد کرده و جوابیه‌ای در روزنامه «کلمبیا سیکتاتور» در تاریخ (۳ نوامبر ۲۰۰۴) در کلمبیا منتشر کرد.

## زندگی‌نامه
جورج صلیبا در سال ۱۹۶۳ موفق به اخذ لیسانس علوم ریاضیات شد و در سال ۱۹۶۵ از دانشگاه آمریکایی بیروت فوق لیسانس ادبیات گرفت. پس از آن فوق لیسانس زبانهای شرقی و علوم اسلامی از دانشگاه کالیفرنیا - برکلی را بدست آورد. جوائز زیادی از جمله جایزه تاریخ علوم از آکادمی علوم جهان سوم در سال ۱۹۹۳ و جایزه تاریخ ستاره‌شناسی در سال ۱۹۹۶ را در بنیاد کویتی توسعه علوم به او داده شد.
صلیبا تحقیقاتی در رابطه با نحوه انتقال علوم ریاضیات و ستاره‌شناسی از دنیای اسلام به اروپا در قرن پانزدهم و شانزدهم، بعمل آورد است.

## گفتار صلیبا
صلیبا در رابطه با خودش در وب سایتش می‌گوید: «من توسعه ایده‌های علمی را از اواخر دوران باستان تا اوایل عصر جدید را مطالعه کردم، روی نظریات مختلف نسبت به تمدن اسلامی متمرکز شدم و تأثیرات آن بر علم ستاره‌شناسی در اروپا را بررسی کردم .»

## کتاب‌ها
- علوم اسلامی و ساخت رنسانس اروپا، مطبوعات MIT (اول آوریل 2007) ISBN 0-262-19557-7 (جلد گالینگور و در قطع رقعی از سال ۲۰۱۱. کتاب از آن زمان به زبانهای ترکی، عربی، اردو اندونزیایی و باهاسا ترجمه شده‌است)
- تاریخچه نجوم عربی: نظریه‌های سیاره در دوران طلایی اسلام، نیویورک ، انتشارات دانشگاه؛ (1994) ISBN 0-8147-7962-X (گالینگور) (چاپ مجدد: نوامبر ۱۹۹۵) شابک ۰-۸۱۴۷-۸۰۲۳-۷
- (با لیندا کوماروف، کاترین هس) هنرهای آتش: تأثیرات اسلامی بر شیشه و سرامیک‌های دوره رنسانس ایتالیا ، انتشارات گتی اعتماد: موزه جی پل گتی (۱۰ ژوئن ۲۰۰۴)، شابک ۰-۸۹۲۳۶-۷۵۷-۱
- «بحران خلافت عباسی» (طبری، تعاریخ الرسول وال ملوک؛ ترجمه حاشیه نویسی شده) ، انتشارات دانشگاه دولتی نیویورک (نوامبر 1985) ISBN 0-87395-883-7 (گالینگور)، شابک 0-7914-0627-X
- "کار نجومی م’یدالدین الوردی (درگذشت ۱۲۶۶): اصلاح قرن سیزدهم نجوم بطلمیوسی"، مرکز خرید الوحده العربیه، بیروت، ۱۹۹۰، ۱۹۹۵
- (با شارون گیبس) اسطرلاب‌های مسطح موزه ملی تاریخ آمریکا، مطبوعات مؤسسه اسمیتسونیان، (1984) ISBN 0-608-11955-5 (شومیز)
- "سنگریزه ای که قلوه سنگ شد: در مورد اهمیت ادامه شرق‌شناسی" ادوارد سعید ". ۲۰۱۲.
- "اشاعره و علم ستاره‌شناسی" در Richard G. Hovannisian and George Sabagh (ویراستار)، دین و فرهنگ در اسلام قرون وسطایی (کمبریج: انتشارات دانشگاه کمبریج، ۱۹۹۹).